# Cecità alle piante

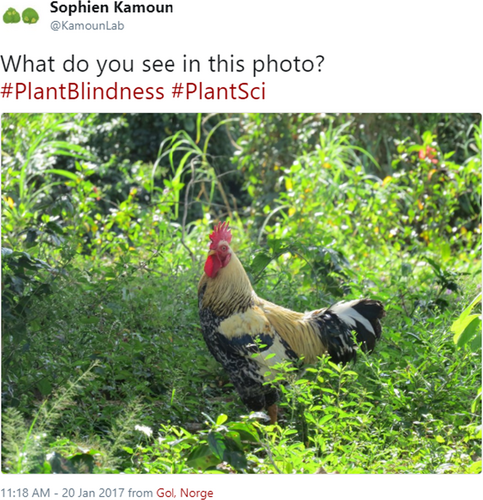
Tweet del biologo tunisino Sophien Kamoun

La cecità alle piante (plant blindness) o cecità vegetale è una forma di bias cognitivo proposta in modo informale, che nel suo significato più ampio consiste nella tendenza a ignorare le specie vegetali da parte degli esseri umani. Ciò comprende fenomeni come il non notare le piante nell’ambiente circostante, il non riconoscere l’importanza della vita vegetale per l’intera biosfera e per le vicende umane, una visione filosofica delle piante come forma di vita inferiore agli animali e/o l’incapacità di apprezzare le caratteristiche uniche o estetiche delle piante. Tra i termini correlati in lingua inglese si annoverano incuria delle piante (plant-neglect), lo zoocentrismo e lo zoo-sciovinismo.
Il termine è stato coniato dai botanici ed educatori di biologia J.H. Wandersee e E.E. Schussler nella loro pubblicazione del 1999 "Preventing Plant Blindness". Gli scienziati hanno suggerito che il motivo per cui alcune persone non notano le piante è perché le piante sono stazionarie e hanno colori simili, sebbene altre ricerche abbiano suggerito che la cecità alle piante sia influenzata da pratiche culturali. Uno studio statunitense ha esaminato il modo in cui piante e animali vengono percepiti utilizzando il "battito di palpebre attentivo" (la capacità di notare una tra due immagini presentate rapidamente): lo studio ha dimostrato che i partecipanti erano più accurati nel rilevare gli animali nelle immagini, piuttosto che le piante. I ricercatori hanno inoltre suggerito possibili strategie per caratterizzare e superare lo zoocentrismo.
Secondo la giornalista della BBC Christine Ro, la cecità alle piante è potenzialmente collegata al disturbo da deficit di natura, che secondo lei sta causando ciò che ritiene una riduzione dei finanziamenti e un minor numero di corsi di botanica.

## Cause
Sono state suggerite due ipotesi principali per le quali è sorta la cecità alle piante: la natura umana e la cultura.

### Natura umana
Il primo, la natura umana, comprende l’idea che la chimica del cervello umano e i sistemi di elaborazione visiva sono intrinsecamente predisposti a ignorare le piante nell’ambiente. Gli studi hanno dimostrato che i sistemi visivi umani non possono elaborare efficacemente tutte le informazioni ricevute. Pertanto, la ricerca suggerisce che venga data priorità ai colori variabili, al movimento e agli oggetti familiari per rilevare nel modo più efficace le minacce e le potenziali fonti di cibo. Poiché le piante spesso non soddisfano questi criteri, molti scienziati ritengono che il cervello umano tenda a non elaborare completamente la loro presenza visiva. Inoltre, è stato dimostrato che i primati preferiscono gli organismi che si comportano in modo simile alla propria specie; poiché le piante si comportano in modo molto diverso dagli esseri umani, ciò suggerisce anche che esista una componente intrinseca nella cecità alle piante.

### Cultura
È stato anche dimostrato che la cultura gioca un ruolo importante nell’instaurarsi della cecità vegetale in una società. Molti credono che la prova di ciò sia trovata nella diminuzione del livello di cecità alle piante in alcune comunità. Ad esempio, in alcune comunità indiane e indigene, le piante sono molto apprezzate per il loro ruolo nella religione, nella medicina e nella mitologia.
Nelle società in cui la cecità alle piante è prevalente, si ritiene che contribuiscano al fenomeno diversi meccanismi culturali. L’educazione zoocentrica è considerata una delle cause principali. Negli Stati Uniti, i libri di testo di biologia delle scuole superiori dedicano solo il 15% del proprio contenuto alle piante. In molte società, non si ritiene che vi sia una comprensione globale tra i cittadini della complessità che sottende ai comportamenti, alle reazioni e ai movimenti delle piante. Può favorire la cecità alle piante anche il diffuso fraintendimento dell'evoluzione come meccanismo lineare in cui gli esseri umani sono più evoluti e le piante meno evolute, piuttosto che come un processo complesso e non gerarchico. La cecità alle piante è anche parzialmente attribuita alla crescente urbanizzazione, che ha portato al disordine da deficit di natura e alla diminuzione dell’importanza del ruolo delle piante nella vita di tutti i giorni. Infine, il concetto che gli animali siano più importanti delle piante viene rafforzato attraverso la sovrarappresentazione culturale degli animali, per esempio nelle mascotte.

## Effetti potenziali
Esistono diverse preoccupazioni riguardo ai potenziali effetti della cecità alle piante. In particolare, la cecità alle piante può portare a una minore disponibilità di fondi per gli sforzi di conservazione delle piante. Le piante rappresentano il 57% dell’elenco delle specie a rischio di estinzione, a cui però viene assegnato solo il 3,86% dei finanziamenti per le specie a rischio di estinzione.
Si ritiene inoltre che la cecità alle piante abbia portato a un deficit nella ricerca e nell'istruzione nel campo della scienza delle piante. La ricerca in scienze vegetali è stata tagliata, l’interesse per le specializzazioni in botanica è diminuito e sono stati chiusi corsi di biologia vegetale negli ultimi anni. La ricerca sulle piante è però considerata fondamentale per il progresso della medicina e dell'agricoltura.

## Prevenzione
Sono stati proposti diversi metodi per combattere la cecità alle piante e gli sforzi sono in corso. La campagna più importante che affronta questo problema si chiama Prevent Plant Blindness ed è stata creata da Wandersee e Schussler, i ricercatori che hanno coniato questo termine. Questa campagna utilizza tre tipi principali di sostegno: un poster da aula scolastica che è stato distribuito a 20.000 insegnanti e approvato dalla Botanical Society of America; un libro illustrato per bambini di genere mystery su una pianta, intitolato Lost Plant!; promozione dell’educazione alla coltivazione delle piante, compresi gli orti scolastici.
Sono stati proposti anche molti altri suggerimenti per affrontare la componente culturale della cecità vegetale. La ricerca ha dimostrato che attività creative che coinvolgano le piante, come la narrazione, l'arte e i giochi di ruolo, possono aiutare a rafforzare il rapporto tra i bambini e le piante. È stata anche incoraggiata una maggiore rappresentazione delle piante nei libri di testo di educazione scientifica, in particolare in quelli di biologia delle scuole superiori. Diffondere la consapevolezza sulla cecità alle piante può aiutare a ridurla, poiché si ritiene che il primo passo per ridurre i propri pregiudizi sia riconoscerli. I progetti di citizen science che coinvolgono le piante, come TreeVersity, tentano di aiutare i non botanici a vedere le piante in modalità più variabili e frequenti. La rappresentazione delle piante nell'arte e nei personaggi di fantasia, come Groot, è considerata parte della soluzione, oltre il garantire che l'educazione botanica adotti le migliori pratiche. In particolare, è stato suggerito che l'educazione sulle piante dovrebbe utilizzare principi costruttivisti, apprendimento attivo e un approccio multimediale. Infine, gli attivisti botanici suggeriscono che gli esseri umani dovrebbero essere considerati come parte del sistema naturale, piuttosto che al di fuori e al di sopra di esso.

## Controversie sul termine
Alcuni non sono d'accordo con l'uso di questo termine, affermando che i pregiudizi umani contro gruppi di specie si estendono a tutti gli organismi senza spina dorsale e senza occhi simili a quelli umani. Gran parte della biodiversità sulla Terra si ritrova negli insetti, come gli scarafaggi, ma pochi insetti sono rappresentati nell’educazione biologica e nei media. Pertanto, alcuni sostengono che questo fenomeno sia più precisamente la tendenza degli esseri umani a ignorare tutte le forme di vita tranne i vertebrati, e non solo le piante.
Altri contestano il nome del fenomeno, poiché considerano inappropriato l'uso di una disabilità quale la cecità come descrittore di un tratto negativo e hanno suggerito il nome Plant Awareness Disparity (PAD).